# Pine Knoll Shores
Pine Knoll Shores és una població dels Estats Units a l'estat de Carolina del Nord. Segons el cens del 2008 tenia 1.547 habitants.

## Demografia
Segons el cens del 2000, Pine Knoll Shores tenia 1.524 habitants, 776 habitatges i 557 famílies. La densitat de població era de 258,1 habitants per km².
Dels 776 habitatges en un 7,9% hi vivien nens de menys de 18 anys, en un 68,8% hi vivien parelles casades, en un 2,2% dones solteres, i en un 28,1% no eren unitats familiars. En el 24,9% dels habitatges hi vivien persones soles el 14,6% de les quals corresponia a persones de 65 anys o més que vivien soles. El nombre mitjà de persones vivint en cada habitatge era d'1,96 i el nombre mitjà de persones que vivien en cada família era de 2,27.
Per edats la població es repartia de la següent manera: un 7,5% tenia menys de 18 anys, un 2,2% entre 18 i 24, un 11,2% entre 25 i 44, un 36,4% de 45 a 60 i un 42,7% 65 anys o més.
L'edat mediana era de 62 anys. Per cada 100 dones de 18 o més anys hi havia 91,8 homes.
La renda mediana per habitatge era de 53.800 $ i la renda mediana per família de 60.662 $. Els homes tenien una renda mediana de 42.417 $ mentre que les dones 27.321 $. La renda per capita de la població era de 34.618 $. Entorn de l'1,8% de les famílies i el 3,6% de la població estaven per davall del llindar de pobresa.

## Poblacions més properes
El següent diagrama mostra les poblacions més properes.